# Euroregion Pradziad
Euroregion Pradziad (cz. Euroregion Praděd) – polsko-czeski euroregion obejmujący swoim obszarem południową część województwa opolskiego i czeskie gminy na terenie powiatów Bruntál i Jesionik (cz. Jeseník), utworzony w celu współpracy transgranicznej, zawierającej wszystkie dziedziny życia społecznego i kulturalnego.
Siedziba strony polskiej euroregionu (Stowarzyszenie Gmin Polskich Euroregionu Pradziad) znajduje się przy ul. Klasztornej 4 w Prudniku, a czeskiej w miejscowości Vrbno pod Pradědem.

## Charakterystyka

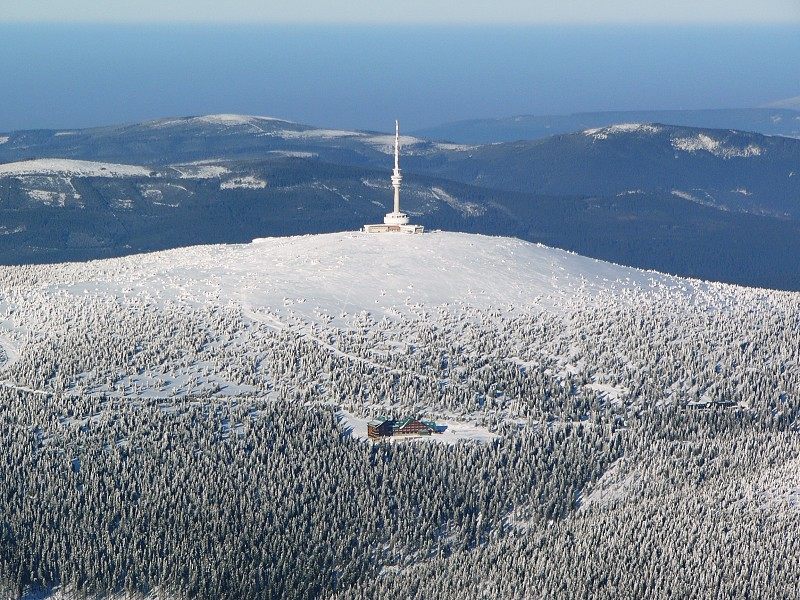
Symbol euroregionu Pradziad – szczyt góry Pradziad z wieżą

Euroregion powstał na podstawie umowy ramowej podpisanej w dniu 2 lipca 1997 w Jesioniku przez Stowarzyszenie Rozwoju Gmin Dorzecza Osobłogi i Unii Turystycznej Ziemi Nyskiej ze strony polskiej oraz Stowarzyszenie Miast i Gmin Czeskich Powiatów Bruntál i Jesionik ze strony czeskiej. Pierwsze posiedzenie Euroregionu Pradziad odbyło się 7 maja 1998 w Nysie. Przyjęto wtedy statut, regulamin posiedzeń Parlamentu Euroregionu oraz dokonano wyboru przewodniczącego.
Euroregion Pradziad (2017) skupia po stronie polskiej 40 gmin i 5 powiatów oraz 75 gmin i miast po stronie czeskiej, leżących na pograniczu Śląska Czeskiego i Moraw. Nazwa Pradziad (cz. Praděd) pochodzi od najwyższego szczytu w tym regionie, położonym w paśmie górskim o nazwie Jesioniki (cz. Jeseníky) w Sudetach Wschodnich.
Struktura organizacyjna Euroregionu Pradziad zawiera organy wspólne dla obu części narodowych oraz osobne dla każdej części narodowej. Organami wspólnymi są Parlament Euroregionu i Prezydium Euroregionu.
W skład Parlamentu (najwyższego organu Euroregionu) wchodzi po 20 delegatów z każdej części narodowej. Każda strona wybiera spośród swoich delegatów przewodniczącego i dwóch wiceprzewodniczących. Stają się oni automatycznie członkami prezydium Euroregionu, które kieruje bieżącą działalnością Euroregionu i reprezentuje go na zewnątrz.
Organami każdej części narodowej są: walne zgromadzenie (najwyższy organ Euroregionu Pradziad), rada Euroregionu, komisja rewizyjna, sekretarz i grupy robocze. Walne zgromadzenie ustala cele i zadania dla narodowej części Euroregionu, decyduje o jego członkostwie i sprawach finansowych. Dla opracowania wspólnych projektów rada powołuje grupy robocze, a do obsługi administracyjnej sekretarza.
| Podstawowe dane statystyczne Euregionu Pradziad |         |         |         |
| Państwo:                                        | Czechy  | Polska  | Razem   |
| Powierzchnia w km²                              | 1900    | 5239    | 7139    |
| Ludność                                         | 125 920 | 673 202 | 799 122 |
| Liczba gmin                                     | 75      | 45      | 120     |

| Czechy                    |
| Gminy                     |
| Andělská Hora             |
| Bernartice                |
| Bělá pod Pradědem         |
| Bílá Voda                 |
| Bohušov                   |
| Brantice                  |
| Bruntál                   |
| Břidličná                 |
| Černá Voda                |
| Česká Ves                 |
| Dívčí Hrad                |
| Dětřichov nad Bystřicí    |
| Dolní Moravice            |
| Hlinka                    |
| Horní Benešov             |
| Horní Město               |
| Horní Životice            |
| Hradec-Nová Ves           |
| Huzová                    |
| Janov                     |
| Javorník                  |
| Jesionik (czes. Jeseník)  |
| Jindřichov                |
| Jiříkov                   |
| Karlova Studánka          |
| Karlovice                 |
| Karniów (czes. Krnov)     |
| Kobylá nad Vidnavkou      |
| Krasov                    |
| Leskovec nad Moravicí     |
| Lipová-lázně              |
| Liptaň                    |
| Lomnice                   |
| Ludvíkov                  |
| Malá Morávka              |
| Malá Štáhle               |
| Město Albrechtice         |
| Mikulovice                |
| Moravskoslezský Kočov     |
| Nová Pláň                 |
| Oborná                    |
| Osobłoga (czes. Osoblaha) |
| Ostružná                  |
| Písečná                   |
| Razová                    |
| Rusín                     |
| Rýmařov                   |
| Rýžoviště                 |
| Skorošice                 |
| Slezské Pavlovice         |
| Slezské Rudoltice         |
| Stará Červená Voda        |
| Stará Ves                 |
| Staré Heřminovy           |
| Supíkovice                |
| Světlá Hora               |
| Svobodné Heřmanice        |
| Široká Niva               |
| Třemešná                  |
| Tvrdkov                   |
| Uhelná                    |
| Úvalno                    |
| Valšov                    |
| Václavov u Bruntálu       |
| Vápenná                   |
| Velká Kraš                |
| Velká Štáhle              |
| Velké Kunětice            |
| Vidnava                   |
| Vlčice                    |
| Vrbno pod Pradědem        |
| Vysoká                    |
| Zátor                     |
| Zlaté Hory                |
| Žulová                    |

| Polska                  |
| Gminy                   |
| Biała                   |
| Bierawa                 |
| Byczyna                 |
| Chrząstowice            |
| Cisek                   |
| Dąbrowa                 |
| Głogówek                |
| Głuchołazy              |
| Gogolin                 |
| Grodków                 |
| Izbicko                 |
| Jemielnica              |
| Kędzierzyn-Koźle        |
| Kolonowskie             |
| Komprachcice            |
| Korfantów               |
| Krapkowice              |
| Leśnica                 |
| Lubrza                  |
| Niemodlin               |
| Nysa                    |
| Olszanka                |
| Opole                   |
| Otmuchów                |
| Ozimek                  |
| Paczków                 |
| Pakosławice             |
| Pawłowiczki             |
| Polska Cerekiew         |
| Popielów                |
| Prószków                |
| Prudnik                 |
| Reńska Wieś             |
| Rudniki                 |
| Skoroszyce              |
| Strzeleczki             |
| Tułowice                |
| Ujazd                   |
| Walce                   |
| Zdzieszowice            |
| Powiaty                 |
| kędzierzyńsko-kozielski |
| krapkowicki             |
| nyski                   |
| prudnicki               |
| strzelecki              |